# Projekt: Monster
Projekt: Monster (ang. Cloverfield) – amerykański film science-fiction w konwencji found footage z 2008 roku w reżyserii Matta Reevesa na podstawie scenariusza Drewa Goddarda. Producentem oraz pomysłodawcą filmu był J.J. Abrams. Film przedstawia losy sześciorga młodych nowojorczyków uciekających przed nieznanymi potworami, które zaatakowały miasto.

## Fabuła
Pięcioro młodych nowojorczyków wyprawia swojemu przyjacielowi zabawę pożegnalną. Tej samej nocy miasto zostaje zaatakowane przez potwora wielkości drapacza chmur. Historia opowiedziana ich kamerą wideo nadaje filmowi formę dokumentu, zapisu ich zmagań.

## Obsada
- Michael Stahl-David jako Rob Hawkins,
- Mike Vogel jako Jason Hawkins,
- Lizzy Caplan jako Marlena Diamond,
- Jessica Lucas jako Lily Ford,
- T.J. Miller jako Hud Platt,
- Odette Yustman jako Beth McIntyre.